# Gansbaai
Gansbaai est un village de pêcheurs situé dans le sud de la province du Cap-Occidental en Afrique du Sud.
C'est une destination touristique connue pour la présence sur ses côtes d'une dense population de Grands requins blanc et un lieu propice pour leur observation.

## Administration
Situé dans le district d'Overberg, Gansbaai est une commune rattachée à la municipalité d'Overstrand.

## Démographie
Selon le recensement de 2011, la commune Gansbaii, comprenant les secteurs de Gans Bay Central et Die Kelders, compte 11 598 habitants, majoritairement noirs (45,16%). Les coloured et les blancs représentent respectivement 29,69 % et 24,49 % des habitants. Plus particulièrement, les 1 070 habitants du quartier de Die Kelders sont très majoritairement blancs (95,42%).
L'afrikaans est la langue maternelle majoritairement utilisée par la population locale (53,19%).

## Histoire
La grotte de Klipgat est située dans la réserve naturelle de Walker Bay, à côté de De Kelders, la zone résidentielle du bord de mer de Gansbaai. On y a découvert des vestiges très anciens. La grotte de Klipgat est donc un site historique très important du Cap-Occidental. La réserve et la grotte sont ouvertes à tous ceux qui ont une wild card.
Les premières preuves de la présence des bergers khoï (la population autochtone avec les chasseurs-cueilleurs San) au Cap occidental ont été trouvées dans la grotte de Klipgat. Jusqu’à l’arrivée des premiers colons blancs à la fin du XVIIIe siècle, le peuple khoï prospérait dans cette région. Une expédition envoyée par Jan van Riebeeck dans la région a décrit sa rencontre avec des membres de la tribu Chainouqua, près de Baardskeerdersbos, un village à 15 kilomètres de Gansbaai. La rivière qui traverse la vallée de Baardskeerdersbos est toujours appelée "Boesmansrivier" (rivière des Bushman en afrikaans). Bushman étant le nom couramment utilisé pour désigner le peuple san, mais dans ce cas il s'agissait bien du peuple khoï.
Ce sont les habitants d’origine khoï qui ont érigé le premier établissement permanent dans les environs de Gansbaai. En 1811, des chalets de pêche ont été construits sous les denses forêts de Milkwood dans la baie de Stanfords près de De Kelders.